# Bataille de Presbourg
Conquête hongroise
La bataille de Presbourg ou bataille de Pressburg (Schlacht von Pressburg en allemand, Pozsonyi csata en hongrois, Bitka pri Bratislave en slovaque) se déroula à partir du 4 juillet 907 entre les Magyars et les Francs orientaux. Elle dura trois jours.

## Contexte historique

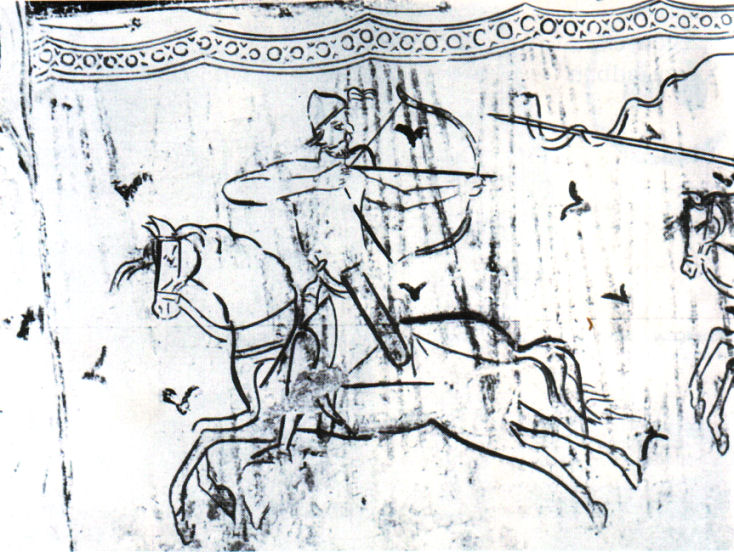
Cavalier magyar en action (fresque italienne du Xe siècle).

En 907, les Magyars (ou Hongrois) envahissent la Grande-Moravie et soumettent le pays à leur autorité avant de se jeter ensuite sur la Bavière. Le jeune roi de Francie orientale (Germanie) Louis l'Enfant rassembla à la hâte une armée qui s'avança contre les Magyars qui avaient établi leur campement près de Theben, au confluent du Danube et de la Morava. L'issue de la bataille fut catastrophique pour l'armée royale ; trop lourdement armés, accablés par la chaleur de l'été et peu accoutumés à la manière de combattre des archers montés magyars, les Francs orientaux ne purent résister à l'agilité de leurs adversaires et furent décimés par une pluie de flèches. La version longue des Annales de Saint-Gall rapporte que le duc de Bavière Léopold et l'archevêque Theotmar de Salzbourg furent tués par les Magyars lors de cette « désastreuse » bataille.
Après avoir appris la défaite de ses troupes, le roi Louis, qui n'avait pas pris part à la bataille, trouvera refuge dans la ville fortifiée de Passau.
Forts de leur succès, les Magyars envahiront l'année suivante la Germanie et pilleront notamment le duché de Saxe et la Thuringe ; c'est lors de cette invasion que périra en 908 Burchard, dernier duc de Thuringe.
Le territoire correspondant au futur margraviat d'Autriche, momentanément perdu pour le royaume des Francs orientaux, ne sera reconquis qu'après la bataille de Lechfeld, en 955.

## Source
- Adalbert de Magdebourg, Continuation de la Chronique de Réginon de Prüm.
- Annales de Saint-Gall (version longue).